# Montferrier-sur-Lez
Montferrier-sur-Lez – miejscowość i gmina we Francji, w regionie Oksytania, w departamencie Hérault.
Według danych na rok 1990 gminę zamieszkiwało 2670 osób, a gęstość zaludnienia wynosiła 347 osób/km² (wśród 1545 gmin Langwedocji-Roussillon Montferrier-sur-Lez plasuje się na 146. miejscu pod względem liczby ludności, natomiast pod względem powierzchni na miejscu 874.).